# Piotr Jedliński
Piotr Jan Jedliński (ur. 5 września 1966 we Wrocławiu) – polski urzędnik i samorządowiec, w latach 2010–2024 prezydent Koszalina.

## Życiorys
Ukończył budownictwo na Politechnice Szczecińskiej, został też absolwentem Krajowej Szkoły Administracji Publicznej w Warszawie. Odbył staże w ministerstwach finansów w Polsce i we Francji. Od 1993 przez pięć lat był pracownikiem urzędu miasta w Koszalinie, gdzie doszedł do stanowiska zastępcy naczelnika. W 1998 został mianowany na dyrektora oddziału PFRON-u, w latach 1999–2002 piastował stanowisko dyrektora delegatury Zachodniopomorskiego Urzędu Wojewódzkiego. W 2002 objął funkcję sekretarza miasta w Koszalinie. W 2009 bezskutecznie kandydował z listy Platformy Obywatelskiej do Parlamentu Europejskiego.
W lipcu 2010 został pierwszym zastępcą prezydenta miasta, przejął faktyczne kierowanie urzędem miejskim, zastępując Mirosława Mikietyńskiego, który z uwagi na stan zdrowia udał się na urlop. W drugiej turze wyborów samorządowych w tym samym roku Piotr Jedliński został wybrany na urząd prezydenta Koszalina (jako bezpartyjny kandydat popierany przez PO). W 2014 i 2018 z powodzeniem ubiegał się o reelekcję.
W trakcie ostatniej z kadencji utracił poparcie ze strony PO. W wyborach 2024 ponownie ubiegał się o urząd prezydenta miasta, kandydował z własnego komitetu wyborczego (KWW Piotra Jedlińskiego Dumni z Koszalina) z poparciem Polski 2050. W pierwszej turze zajął drugie miejsce (ponad 28% głosów), w drugiej turze z wynikiem blisko 49% głosów przegrał z Tomaszem Sobierajem z Koalicji Obywatelskiej. W wyborach tych uzyskał natomiast mandat radnego Koszalina.

## Odznaczenia
Odznaczony Odznaką Honorową za Zasługi dla Samorządu Terytorialnego (2015). W 2014 otrzymał Złoty Krzyż Zasługi.